# Codex Koridethi
Codex Koridethi (albo Codex Coridethianus), oznaczany symbolami Θ (038) (Gregory-Aland) ε 050 (Soden) – rękopis Nowego Testamentu z tekstem czterech Ewangelii, pisany uncjałą na pergaminie, w języku greckim. Paleograficznie datowany jest na IX wiek (lub VIII). Tekst kodeksu jest niejednolity, stanowi rezultat kilku tradycji tekstualnych. Skryba nie znał języka greckiego. Rękopis jest cytowany w krytycznych wydaniach greckiego Nowego Testamentu. Przechowuje się go w Tbilisi. Ewangelia Marka reprezentuje inną tradycję tekstualną niż pozostałe Ewangelie. Rękopis znany jest z tego, że Barabaszowi nadaje imię Jezus.
Nazwa kodeksu pochodzi od wsi Koridethi położonej na prawym brzegu rzeki Marguli, niedaleko Batumi, gdzie rękopis był przechowywany za panowania Nicefora II Fokasa (963–969). 

## Opis
Rękopis zawiera niemal pełny tekst czterech Ewangelii, z niewielkimi brakami w Ewangelii Mateusza (1,1-9; 1,21 – 4,4; 4,17 – 5,4).
Zachowało się 249 kart kodeksu, mają one rozmiar 28 x 23 cm. Tekst pisany w 2 kolumnach na stronę, 25 linijek na stronę . Litery uzyskują niespotykane w innych dokumentach kształty. Litery kappa, lambda, my oraz chi przypominają cyrylicę . Pismo jest niejednolite i nieeleganckie, skryba popełnia wiele błędów gramatycznych .
Na wewnętrznej stronie tylnej okładki znajdują się inskrypcje w języku greckim oraz gruzińskim. Inskrypcje gruzińskie początkowo były brane za koptyjskie. W 1923 Kirsopp Lake oraz Robert P. Blake sądzili, że skryba znał gruziński i koptyjski, ale nie znał greki . W 1925 holenderski biblista Johannes de Zwaan wykazał, że nie ma inskrypcji koptyjskich w rękopisie. Wśród badaczy dominuje pogląd, że skryba nie znał greckiego i był Gruzinem.
Tekst ewangeliczny dzielony jest według długich jednostek κεφαλαια (rozdziały), których numery umieszczono na marginesach bocznych, a τιτλοι (tytuły) w marginesach górnych.

## Tekst
Zasadniczo biorąc tekst rękopisu jest zgodny z bizantyńską tradycją tekstualną, z wyjątkiem Ewangelii Marka, której tekst bliski jest dwóm dobrze znanym rodzinom minuskułowym, mianowicie rodzinie Lake’a (f1) oraz rodzinie Ferrara (f13), razem z nimi tworzy rodzinę theta. Wszystkie razem reprezentują tekst cezarejski. Tekst Ewangelii Marka jest podobny do używanego przez Orygenesa i Euzebiusza. Rękopis cieszy się opinią najlepszego reprezentanta tekstu cezarejskiego, wykazuje pewne związki z przekładem gruzińskim i ormiańskim .
Aland dał mu tekstualny profil 891 591/2 752 95S. Profil ten oznacza, że kodeks wspiera tekst bizantyński przeciwko „oryginalnemu” w 89 miejscach, współbrzmi zarówno z tekstem bizantyńskim jak i „oryginalnym” w 59 miejscach, wspiera tekst „oryginalny” przeciwko bizantyńskiemu w 75 miejscach. Ponadto kodeks posiada 95 sobie właściwych wariantów. W oparciu o ten profil tekst rękopisu został zaklasyfikowany do II kategorii Alanda. Oznacza to, że rękopis jest ważny dla badań nad oryginalnym tekstem Nowego Testamentu.
Według Claremont Profile Method, tj. metody wielokrotnych wariantów, rękopis przekazuje tekst mieszany. Metodą tą przebadano jednak tylko trzy rozdziały Ewangelii Łukasza (1; 10; 20).
Zawiera interpolację w Mt 8,13: και υποστρεψας ο εκατονταρχος εις τον οικον αυτου εν αυτη τη ωρα ευρεν τον παιδα υγιαινοντα („A kiedy setnik wrócił do domu swego tej godziny, znalazł sługę zdrowego”), por. Łk 7,10, dodatek ten zawierają Kodeks Synajski, Efrema, 07, (022), (0250), f1, (33, 1241), g1, syrh.
Nie zawiera spornego tekstu Pericope adulterae (J 7,53-8,11), zawiera natomiast Mt 16,2-3 (znaki czasu), Łk 22,43-44 (krwawy pot Jezusa) i J 5.
Wśród wariantów tekstowych kodeksu największe zainteresowanie wzbudza Mt 27,16.17, gdzie według rękopisu Piłat pyta tłum, kogo ma im wypuścić, Jezusa Barabasza czy Jezusa zwanego Chrystusem. Wariant potwierdzają greckie rękopisy minuskułowe: 1, 118, 209, 241, 299, 700, 1582, a z przekładów: syrs, pal, arm, geo2. Wariant wzmiankowany też jest w nocie marginalnej kodeksu Vaticanus 354 oraz w komentarzu Orygenesa do Ewangelii Mateusza. Wariant uważa się za nieautentyczny, ponieważ nie jest potwierdzony przez najlepsze greckie rękopisy. Te same rękopisy, które w wierszach 16 i 17 nadają Barabaszowi imię Jezus, nie czynią tego samego w wierszach 20, 21 i 26. Nie ma żadnych dowodów na to, aby ten wariant istniał kiedykolwiek w tekście Ewangelii Marka, Łukasza i Jana. Wariant ma jednak wczesne pochodzenie. Kodeks Watykański i minuskuł 1010 umieszczają rodzajnik τον przed Βαραββαν. Obecność rodzajnika sugeruje, że przodek owych rękopisów zawierał imię Ιησουν.

## Historia
Paleograficzne datowanie kodeksu jest trudne. Kirsopp Lake twierdził, że paleograficzne datowanie jest niemożliwe, ponieważ nie ma drugiego rękopisu o takim stylu pisma. Wnioskując po kształcie liter został napisany w przedziale czasowym od VII do X wieku, jednak ze względu na wąski kształt liter preferowane jest późne datowanie kodeksu . Jedna z not marginalnych podaje datę 965. Uważa się, że nie jest to data powstania rękopisu, lecz data, kiedy rękopis otrzymał nowe okładki . Gregory i Beermann datowali rękopis na IX wiek, Streeter na VIII , Aland na IX wiek. Kodeks datowany jest przez INTF na wiek IX .
W roku 1853 pułkownik Bartholomeé odwiedził Cerkiew pw. św. Kwiryka w Kala (niewielka wieś w Swanetii w górach Kaukazu) i w ruinach klasztoru znalazł kodeks. Przypuszczalnie znajdował się w owym klasztorze od około roku 1300, przedtem przechowywany był w Koridethi niedaleko Batumi, w pobliżu M. Czarnego, prawdopodobnym miejscu powstania kodeksu . Na listę rękopisów Nowego Testamentu został wprowadzony przez Gregory’ego. Gregory umieścił go w grupie minuskułów i nadał mu numer 1360. Gregory nie widział rękopisu, a klasyfikację dokonał w oparciu o publikację Brosseta z 1871 roku. Rękopis został zapomniany na okres 30 lat i w roku 1901 ponownie został odkryty przez biskupa Kiriona, w katedrze św. Andrzeja w Gori. W 1908 roku Gregory zaklasyfikował go do grupy rękopisów majuskułowych i nadał mu sigla 038 oraz Θ.
Pierwsze facsimile zostało wydane w roku 1907. Facsimile kodeksu zostało opublikowane przez Alanda, Metzgera (patrz ilustracja). Transkrypcję tekstu wydali Gustav Beermann oraz C.R. Gregory w 1913 roku . Wydanie to umożliwiło biblistom K. Lakowi oraz R.P. Blakowi przeprowadzenie dokładnych analiz tekstualnych i zaobserwowanie związków z f1, f13, 28, 565, i 700 na gruncie Ewangelii Marka.
Rękopis zawiera wiele wariantów, które przed jego odkryciem znajdowały potwierdzenie wyłącznie w rękopisach minuskułowych, wczesnych przekładach bądź cytatach Ojców Kościoła. Część owych wariantów uzyskała nieoczekiwane potwierdzenie przez 032 (odkryty na początku XX). Zachęciło to badaczy do poszukiwania bliższych związków pomiędzy 038 a 032. Badania te wykazały pewne podobieństwa tekstualne obu rękopisów, jednak różnice są na tyle liczne, że nie można mówić o bliskim pokrewieństwie tekstualnym.
Rękopis jest cytowany we wszystkich krytycznych wydaniach greckiego Nowego Testamentu od czasów Hermanna von Sodena . W NA27 zaliczony został do rękopisów cytowanych w pierwszej kolejności. W roku 2007 United Bible Societies przygotowało tekst Ewangelii Jana według tradycji bizantyńskiej. Codex Koridethi został wykorzystany na potrzeby tego wydania, uznano jednak, że jego tekst znajduje się na pograniczu bizantyńskiej tradycji tekstualnej w Ewangelii Jana.
Obecnie rękopis przechowywany jest w Gruzińskim Narodowym Centrum Rękopisów w Tbilisi (Gr. 28) .